# Giovanni IV di Gerusalemme
Giovanni IV (... – 594) è stato il patriarca di Gerusalemme tra il 575 e il 594.
Monaco acemeta, succedette a Macario e occupò la cattedra patriarcale per 19 anni, morendo all'inizio del 594.